# Jan Polák
Jan Polák (Brno, 14 maart 1981) is een Tsjechisch voetballer die bij voorkeur op het middenveld speelt. Hij transfereerde in 2016 naar FC Zbrojovka Brno. In 1999 debuteerde hij in het Tsjechisch voetbalelftal, waarvoor hij meer dan vijftig interlands speelde.

## Clubcarrière
Polák begon met voetballen in de jeugd van Tatran Bohunice. Later werd hij opgenomen in de jeugdopleiding van FC Boby Brno. Daar werd hij in het seizoen 1996/97 naar de eerste ploeg overgeheveld. De toen zestienjarige Polák debuteerde als middenvelder en speelde in zijn eerste seizoen een handvol wedstrijden. Een jaar later kreeg hij meer speeltijd en maakte hij zijn eerste doelpunt op het hoogste niveau. Polák werd een vaste waarde in het elftal van Boby Brno, maar toen hij tijdens het seizoen 2002/03 minder speeltijd kreeg, stapte hij over naar reeksgenoot Slovan Liberec. Hier veroverde de Tsjech meteen een vaste plaats op het middenveld. Hij speelde zich er in de interesse van 1. FC Nürnberg, dat hem drie seizoenen later overnam.
Polák speelde zich bij Nürnberg in zijn eerste seizoen in de basis van trainer Hans Meyer. Polák was in die dagen een ploegmaat van onder andere Róbert Vittek, Tomáš Galásek, Stefan Kießling, Andreas Wolf en Leon Benko. In zijn tweede seizoen won hij met Nürnberg de DFB-Pokal. Toen Meyer vervangen werd door Thomas von Heesen vreesde Polák bij Nürnberg niet meer aan de bak te komen. Er volgde een transfer naar RSC Anderlecht.
RSC Anderlecht legde €3,5 miljoen op tafel voor de verdedigende middenvelder. Manager Herman Van Holsbeeck omschreef hem als een moderne middenvelder die over de mogelijkheid beschikt om over het hele veld aanwezig te zijn, zowel aanvallend als defensief. Hij was een van de duurste transfers uit de clubgeschiedenis. Ondanks concurrentie van spelers als Lucas Biglia, Ahmed Hassan, Guillaume Gillet, Mbark Boussoufa, Walter Baseggio en Vadis Odjidja-Ofoe werd Polák een vaste waarde op het middenveld. Ook na het ontslag van trainer Franky Vercauteren kwam de positie van de Tsjech niet in gevaar. In zijn eerste seizoen veroverde hij met Anderlecht de Beker van België. In de finale scoorde hij.
Polák ging bij Anderlecht centraal op het middenveld een tandem vormen met Biglia. Die laatste concentreerde zich vooral op het verdedigende werk en de balverovering, terwijl de Tsjech zich meer bezighield met aanvallende impulsen. Polák kenmerkt zich daarbij door zijn afstandsschoten. Tijdens het seizoen 2009/10 liep hij een zware blessure op die hem de rest van het net begonnen seizoen kostte. In het elftal werd hij vervangen door Cheikhou Kouyaté. Polák ging na zijn herstel op zoek naar een nieuwe club en reisde af naar Turkije om te praten met Galatasaray SK. Begin augustus verlengde hij niettemin alsnog zijn contract bij Anderlecht tot 2012. In januari 2011 transfereerde hij naar Wolfsburg. Bij RSC Anderlecht speelde hij 77 matchen waarin hij 5 maal in wist te scoren. Polak speelde voor RSC Anderlecht ook 25 europese matchen waarin hij 3 maal wist te scoren.

## Erelijst
- DFB-Pokal: 2006/07 (met 1. FC Nürnberg)
- Kampioen van België: 2009/10 ( met RSC Anderlecht)
- Beker van België: 2007/08 (met RSC Anderlecht)

## Clubstatistieken[3]
| seizoen   | club              | land               | competitie              | duels | goals |
| --------- | ----------------- | ------------------ | ----------------------- | ----- | ----- |
| 1996/1997 | FC Boby Brno      | Vlag van Tsjechië  | 1. česká fotbalová liga | 5     | 0     |
| 1997/1998 | FC Boby Brno      | Vlag van Tsjechië  | 1. česká fotbalová liga | 27    | 1     |
| 1998/1999 | FC Boby Brno      | Vlag van Tsjechië  | 1. česká fotbalová liga | 20    | 0     |
| 1999/2000 | FC Boby Brno      | Vlag van Tsjechië  | 1. česká fotbalová liga | 29    | 1     |
| 2000/2001 | FC Boby Brno      | Vlag van Tsjechië  | 1. česká fotbalová liga | 26    | 3     |
| 2001/2002 | FC Boby Brno      | Vlag van Tsjechië  | 1. česká fotbalová liga | 14    | 0     |
| 2002/2003 | FC Boby Brno      | Vlag van Tsjechië  | 1. česká fotbalová liga | 3     | 0     |
| 2002/2003 | FC Slovan Liberec | Vlag van Tsjechië  | 1. česká fotbalová liga | 16    | 2     |
| 2003/2004 | FC Slovan Liberec | Vlag van Tsjechië  | 1. česká fotbalová liga | 21    | 2     |
| 2004/2005 | FC Slovan Liberec | Vlag van Tsjechië  | 1. česká fotbalová liga | 29    | 1     |
| 2005/2006 | 1. FC Nürnberg    | Vlag van Duitsland | Bundesliga              | 32    | 1     |
| 2006/2007 | 1. FC Nürnberg    | Vlag van Duitsland | Bundesliga              | 30    | 3     |
| 2007/2008 | RSC Anderlecht    | Vlag van België    | Jupiler Pro League      | 29    | 2     |
| 2008/2009 | RSC Anderlecht    | Vlag van België    | Jupiler Pro League      | 26    | 2     |
| 2009/2010 | RSC Anderlecht    | Vlag van België    | Jupiler Pro League      | 7     | 0     |
| 2010/2011 | RSC Anderlecht    | Vlag van België    | Jupiler Pro League      | 15    | 1     |
| 2010/2011 | VfL Wolfsburg     | Vlag van Duitsland | Bundesliga              | 12    | 1     |
| 2011/2012 | VfL Wolfsburg     | Vlag van Duitsland | Bundesliga              | 16    | 0     |
| 2012/2013 | VfL Wolfsburg     | Vlag van Duitsland | Bundesliga              | 27    | 1     |
| 2013/2014 | VfL Wolfsburg     | Vlag van Duitsland | Bundesliga              | 18    | 0     |
| 2014/2015 | 1. FC Nürnberg    | Vlag van Duitsland | 2.Bundesliga            | 24    | 0     |
| 2015/2016 | 1. FC Nürnberg    | Vlag van Duitsland | 2.Bundesliga            | 15    | 2     |
| 2016/2017 | FC Zbrojovka Brno | Vlag van Tsjechië  | 1. česká fotbalová liga | 24    | 2     |
| 2017/2018 | FC Zbrojovka Brno | Vlag van Tsjechië  | 1. česká fotbalová liga | 13    | 1     |
| Totaal    | Totaal            | Totaal             | Totaal                  | 478   | 26    |